# 亞歷山大·許墨瑞

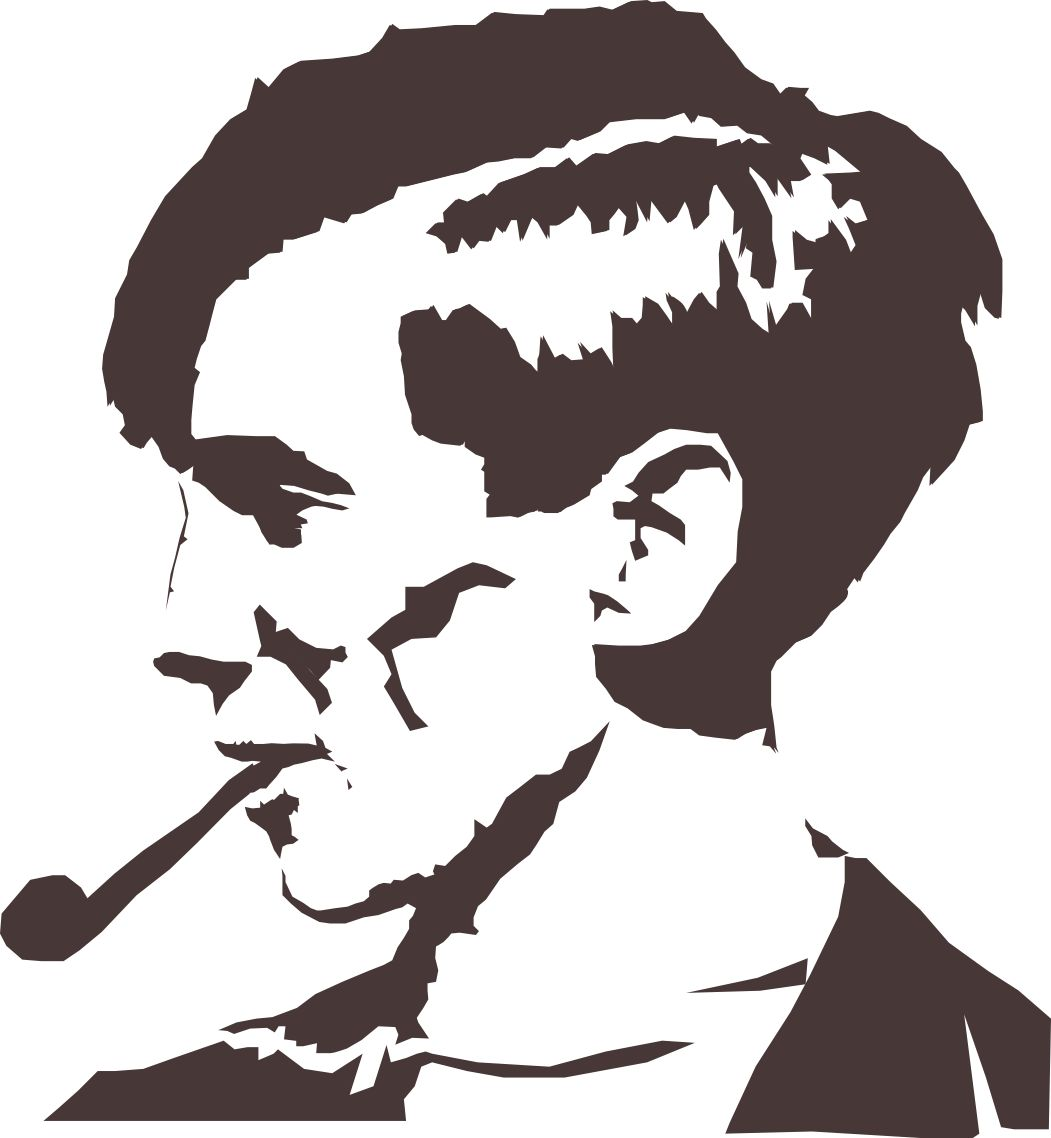
亞歷山大·許墨瑞

亞歷山大·許墨瑞（Alexander Schmorell，1917年9月16日—1943年7月13日），其為5個於1942年6月到1943年2月間，發起白玫瑰反抗納粹運動的慕尼黑大學學生之一。

## 早年生活
許墨瑞的父親為一個出生在德國，但在俄羅斯發跡的醫生。而許墨瑞的母親則是一個俄羅斯人，為一名俄羅斯正教會神父的女兒，許墨瑞便是在俄羅斯正教會受洗。他的母親在他兩歲的時候，因為斑疹傷寒而於俄國內戰期間病逝。1920年時，他的父親便娶了一個一樣是在俄羅斯長大的德國人為第二任妻子。1921年，當許墨瑞只有4歲時，為了逃離布爾什維克，於是他們舉家從俄羅斯遷移到了德國慕尼黑。而他的俄羅斯籍褓母也隨同他們一家搬到了德國，於許墨瑞成長的過程中扮演著他已故母親的角色。也因為這樣的生長環境，所以許墨瑞同時會說德語和俄羅斯語。他認為他自己同時是德國人和俄羅斯人。

## 服役期間
在他通過高中畢業會考（Abitur）之後，他被徵召加入帝國勞動隊（Reichsarbeitsdienst），接著進入德意志國防軍（納粹德國的正規部隊）。1938年時，他參與了德奧合併以及德國入侵捷克斯洛伐克的軍事行動，
在他服完兵役以後，許墨瑞於1939年在漢堡成為醫學院的學生。1940年秋天時，他回到慕尼黑，在此，他認識了漢斯·索爾和維利·格拉夫，並且和他們一起從事白玫瑰反抗行動，參與了白玫瑰前四封反納粹傳單的製作。且在第二份傳單中，許墨瑞寫了一段文章表達其對於猶太人大屠殺的抗議。

## 俄羅斯前線
1942年6月，許墨瑞做為一個軍醫，和漢斯·索爾、維利·格拉夫一起參加德蘇戰爭的巴巴羅薩作戰，且對於納粹對待敵軍和敵國人們的方式相當不滿。從俄羅斯返國後，於1942到1943年期間，他繼續在慕尼黑當一個醫學院的學生。

## 反抗與逮捕
1942年12月，許墨瑞和漢斯·索爾與庫特·胡伯教授連絡。他們在1943年時一起寫了第5份傳單：「呼籲所有的德國人！」（Aufruf an alle Deutschen!），然後由許墨瑞將傳單發散到奧地利的城鎮中。另外，他也和漢斯·索爾以及維利·格拉夫一起在慕尼黑各個建築的牆上塗鴉「打倒希特勒」（Nieder mit Hitler）和「自由」（Freiheit）的標語。
在克里斯多福·波普斯特和漢斯·索爾以及他妹妹蘇菲·索爾遭到逮捕之後，許墨瑞曾經嘗試逃到瑞士，然而他最終仍然在1943年2月24日遭到逮捕，當天是他朋友的喪禮日，他在空襲庇護所中被認了出來。

## 審判與處決
亞歷山大·許墨瑞於1943年4月19日在白玫瑰案的第二次審理程序中，遭到人民法院判處死刑。在他從獄中寫給家人的信裡面，他試著安慰他的家人，向他們表示他的心情感到非常的平靜，而且他將對死亡無所畏懼。1943年7月13日，許墨爾和庫特·胡伯一起被送上了斷頭台，時年25歲。

## 外部連結
- The White Rose Foundation with substantiated background information about the White Rose**The 6 leaflets
  - （页面存档备份，存于）
- Alex Schmorell at jlrweb